# Agano (croiseur)
Pour les articles homonymes, voir Agano (homonymie).
L'Agano (阿賀野) était un croiseur léger, navire de tête de sa classe en service dans la Marine impériale japonaise. Le navire est baptisé sous le nom du fleuve Agano, situé dans la préfecture de Fukushima, au Japon.

## Historique

### Début de carrière
Sa quille est posée le 18 juin 1940 à l'arsenal naval de Sasebo, il est lancé le 22 octobre 1941 et est achevé le 31 octobre 1942.
À sa mise en service, il devient navire amiral de la 10e escadron de destroyers de la 3e flotte. Il appareille de Kure le 26 novembre 1942, escorté du destroyer Urakaze. Le groupe arrive à la base de Truk le 1er décembre. Dans le cadre de l'opération "MU" (renforcement de Wewak), il appareille de Truk le 16 décembre 1942. Le croiseur escorte un convoi de troupes, accompagné du porte-avions Jun'yō et des destroyers Hamakaze et Isokaze. Juste avant midi le 17 décembre, la formation faisant route au sud-ouest est repérée par l'USS Sculpin qui ne peut l'approcher à moins de 9 milles. Le 18 décembre peu avant minuit, le Sculpin est détecté en surface par le radar du Junyo. Les destroyers ouvrent le feu à 5 000 mètres, l'obligeant à plonger. Ensuite, le groupe opère en mer de Bismarck avant d'être de retour à Truk le 20 décembre. En janvier 1943, il participe à l'évacuation des troupes japonaises de Guadalcanal, opération achevée en février 1943, au cours duquel environ 12 000 soldats japonais furent évacués.
Le 3 mai 1943, le croiseur quitte Truk en escortant les porte-avions Zuihō et Zuikaku, accompagné des destroyers Akigumo, Yugumo et Yukikaze. Le groupe atteint Yokosuka le 8 mai. En réponse à la reconquête américaine des îles Aléoutiennes, le croiseur appareille de Tokuyama le 20 mai 1943, en compagnie des porte-avions Shōkaku, Zuikaku, Zuiho, des croiseurs lourds Kumano, Mogami et Suzuya et du croiseur léger Oyodo. Le groupe arrive à Yokosuka le 22 mai.
En juin, l'Agano se rend à l'arsenal naval de Kure, où un radar type 21 et une dizaine de canons de 25 mm Type 96 sont ajoutés, portant le total à seize canons.

### Opérations dans les îles Salomon
Dans le cadre du renforcement de Bougainville, il appareille de Shinagawa le 9 juillet 1943. Le croiseur escorte des transports de troupes accompagné des porte-avions Shokaku, Zuikaku, Zuiho et Chuyo, des croiseurs lourds Chikuma, Mogami et Tone, du croiseur léger Oyodo, des destroyers Arashi, Hagikaze, Hatsuzuki, Isokaze, Suzutsuki et Tamanami. Le porte-hydravions Nisshin embarque 630 soldats de l'armée impériale, 22 chars, des vivres et de l'essence. Le 11 juillet, le groupe de combat est signalé par les sous-marins USS Sturgeon et USS Searaven (en), mais aucun ne peut l'engager. Le 15 juillet, l'USS Tinosa (en) lance 4 torpilles sur le Zuiho qui le manquent. L'USS Pogy (en) aperçoit également l'escadre mais ne peut l'attaquer. Le groupe arrive à Truk le même jour.
En réponse aux raids aériens sur les atolls de Tarawa, Makin et Abemama, la flotte combinée appareille de Truk le 18 septembre 1943. Sous le commandement du Vice-amiral Jisaburō Ozawa, les cuirassés Yamato et Nagato, les porte-avions Shokaku et Zuikaku, les croiseurs lourds Chikuma, Haguro, Mogami et Tone. Le croiseur léger Agano, à la tête du 2e escadron, assure la protection ASM accompagné des destroyers Amatsukaze, Hatsukaze, Hatsuzuki, Kazagumo, Suzutsuki, Tamanami, Urakaze et Wakatsuki. Le Vice-amiral Takeo Kurita commande la Force Avancée à bord du croiseur lourd Atago, accompagné du croiseur lourd Takao, du croiseur léger Noshiro et escorté des destroyers Suzukaze et Umikaze. Le porte-avions d'escorte Zuiho appareille quant à lui le lendemain, escorté des destroyers Maikaze et Nowaki et rejoint la flotte le 21 septembre. Le groupe est de retour à Truk le 25 septembre sans avoir rencontré la Task Force 15 américaine.
L'Agano appareille de Truk le 17 octobre 1943 pour une sortie d'interception d'un raid aéronaval US sur Wake. Il est accompagné des cuirassés Yamato, Musashi, Nagato, Fuso, Kongo et Haruna, des porte-avions Shokaku, Zuikaku et Zuiho, des croiseurs Atago, Chikuma, Chokai, Maya, Mogami, Suzuya, Takao, Tone, Noshiro et Oyodo, des destroyers Akigumo, Amatsukaze, Hatsukaze, Hatsuzuki, Kazagumo, Makinami, Onami, Suzukaze, Suzutsuki, Tanikaze, Umikaze, Urakaze et Wakatsuki. Le groupe transite à Eniwetok du 19 au 23 octobre avant de patrouiller à la recherche des porte-avions américains à 250 miles au sud de Wake, sans les trouver. Le groupe retourne donc à Truk le 26 octobre.
L'Agano appareille de Rabaul le 1er novembre 1943, accompagné du croiseur léger Sendai, des croiseurs lourds Haguro et Myoko, escorté des destroyers Hatsukaze, Naganami, Samidare, Shigure, Shiratsuyu et Wakatsuki. 1 000 soldats de l'Armée sont embarqués sur les destroyers Amagiri, Uzuki, Yunagi et Yuzuki, aménagés en transports de troupes. Le croiseur prend part à la bataille de la baie de l'Impératrice Augusta. Au cours de l'engagement avec les forces de l'amiral Aaron S. Merrill, le Sendai est coulé le 2 novembre à 02 h 00. En évitant les tirs américains, les Samidare et Shiratsuyu entrent en collision et sont avariés. La force japonaise se retire et rallie Rabaul.
Trois jours plus tard, ancré à Rabaul, l'Agano est légèrement endommagé (un homme d'équipage est tué), par une attaque aérienne américaine lancée des porte-avions USS Saratoga et USS Princeton. La flotte reçut l'ordre de traquer la flotte américaine, ordre qui fut annulé par la suite, la flotte rentrant à Rabaul le 7 novembre 1943.
Le 11 novembre, l'Agano est touché d'une torpille lancée par un Grumman TBF Avenger, provoquant de graves dommages. Le Contre-amiral Morikazu Osugi est également été blessé dans l'attaque. Le jour-même l'USS Albacore reçoit l'ordre de localiser et d'achever le croiseur, mais après l'avoir trouvé le sous-marin est tenu à distance par les charges de profondeur des escorteurs. Le lendemain, après avoir été endommagé par l'USS Scamp, l'Agano est pris en remorque par son sister-ship Noshiro (ou Nagara selon une autre source), escorté du destroyer Urakaze. Le groupe rallie Truk le 16 novembre. Une réparation de fortune est effectuée à couple du navire-atelier Akashi.

### Naufrage
Après trois mois de réparation d'urgence (novembre 1943 - mi-février 1944), l'Agano reprend la mer le 15 février 1944 à 22 h 00, escorté par le destroyer Oite et le chasseur de sous-marin CH-28. Le groupe se dirige vers pour les îles japonaises, où il doit subir des réparations temporaires. L'Agano, vulnérable, ne peut naviguer qu'à 16 nœuds (30 km/h). Dans l'après-midi du 16 février, 170 milles nautiques (310 km) au nord de Truk, les trois navires sont repérés par le sous-marin américain USS Skate. À 16 h 44, à 320 milles au nord de Truk, l'Agano est atteint de deux des quatre MK-14 lancées par le Skate, et finit par couler au matin du 17 février, à la position géographique 10° 11′ N, 151° 42′ E. L'Oite récupère 523 survivants, dont le capitaine Matsuda et fait route vers Truk.
L'Agano est retiré des listes de la marine le 31 mars 1944.
Lorsque l'Oite arrive sur l'atoll, l'opération Hailstone débute. Il est coulé à son tour par des torpilles lancées de Grumman TBF Avenger. Le destroyer coule en quelques minutes à l'entrée nord de l'atoll, emportant la totalité de son équipage. Seuls 20 hommes survivent au naufrage. Les 523 membres d'équipage de l'Agano secourus la journée précédente ont été tués.